# 국경 전투 (1914년)
국경 전투(영어: Battle of the Frontiers, 프랑스어: Bataille des Frontières, 독일어: Grenzschlachten, 네덜란드어: Slag der Grenzen)는 제1차 세계 대전 발발 직후 서부 전선 로렌과 아르덴에서 벌어진 일련의 전투들을 일컫는 말이다. 국경 전투로 인해 독일 제국이 이기고 프랑스의 제17계획은 실패했다.